# Basilique collégiale Notre-Dame

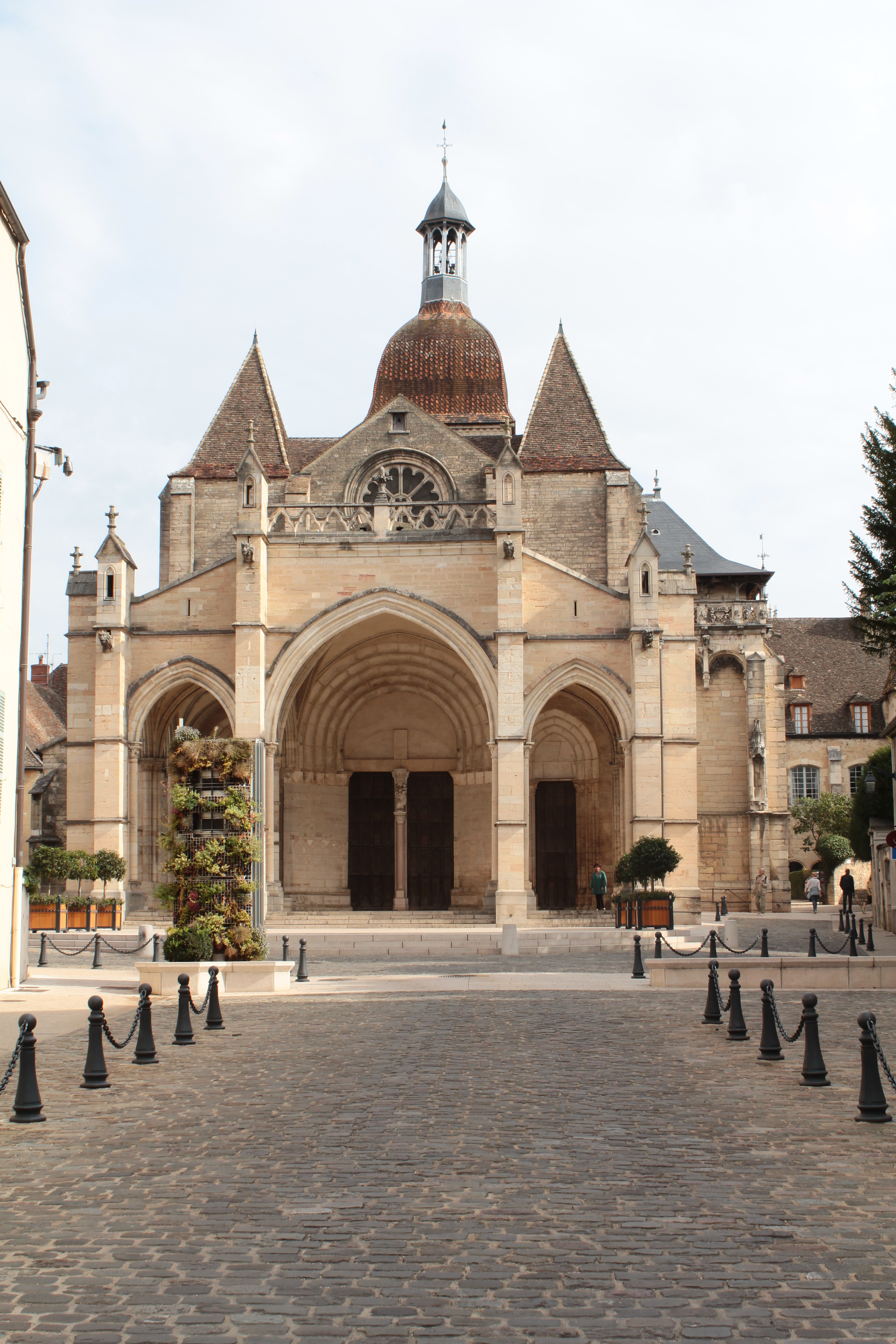
Voorgevel

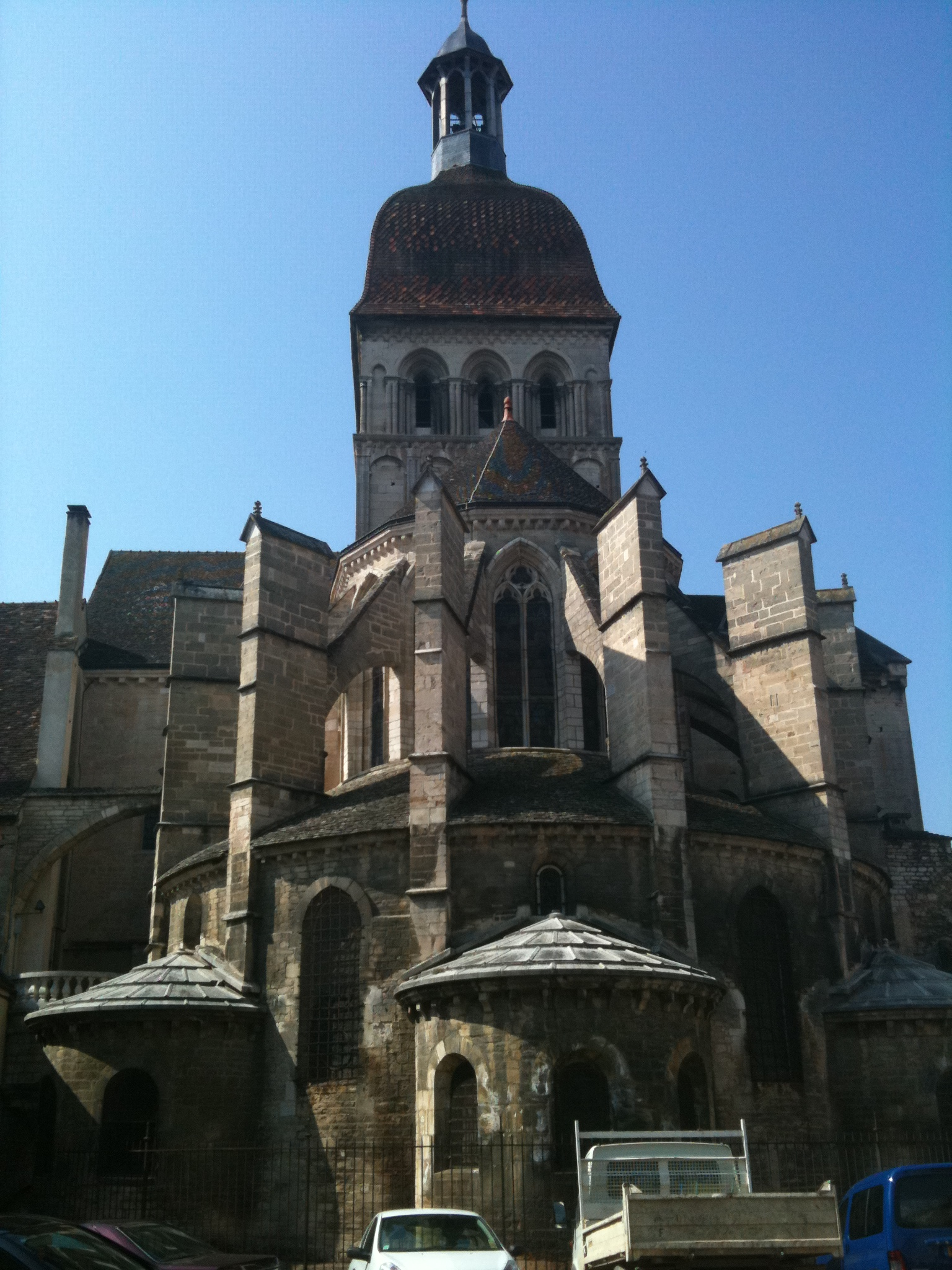
Apsis en vieringtoren

De Basilique Collégiale Notre-Dame is een basiliek en voormalige kapittelkerk in de Franse stad Beaune. De kerk werd gebouwd in de 12e en 13e eeuw in romaanse stijl naar het voorbeeld van de abdijkerk van Cluny.

## Geschiedenis
Aan het einde van de 10e eeuw werd een kapittel van reguliere kanunniken gevormd in Beaune. Een eerste kapittelkerk werd gebouwd op de plaats van het vroegere Romeinse castrum.
In de 12e eeuw werd beslist een grotere kerk te bouwen en de abdijkerk van Cluny en de kathedraal van Autun dienden als voorbeeld. De bouw gebeurde met de steun van de hertogen van Bourgondië en duurde van het midden van de 12e een tot het begin van de 13e eeuw. De kerk werd getroffen door een brand in 1273. In de 13e en 14e eeuw gebeurden nog enkele toevoegingen in gotische stijl. Het dak van de vieringtoren werd vernield door een brand in 1575 en daarna weer opgebouwd in renaissancestijl.
De kerk werd bediend door een kapittel van seculiere kanunniken. Op het hoogtepunt waren er tot 30 kanunniken. Zij hadden een kapittelhuis, een klooster en een kapittelzaal naast de kerk. Zelf woonden ze in kleine huisjes in een halve cirkel rond de kerk. Deze huisjes zijn deels bewaard in de rue d’enfer en de rue Maizières (voorheen rue des prêtres). Het kapittel bezat wijngaarden in de omgeving en vlak bij de kerk hadden ze hun wijnkelder.
Het kapittel werd na de Franse Revolutie opgeheven. De kerk bleef grotendeels gespaard en werd een parochiekerk. De Notre-Dame werd beschermd als historisch monument in 1840. Er volgde een restauratie tussen 1860 en 1863. In 1958 werd de kerk verheven tot basilica minor door paus Pius XII. Anno 2022 doet de kerk dienst als parochiekerk.

## Beschrijving
De kerk heeft een schip met zes traveeën, waarvan de voorste twee traveeën zijn toegevoegd in de 13e eeuw. De rechtse kapitelen tonen onder andere de Ark van Noach en de steniging van Sint-Stefanus. Het schip heeft drie verdiepingen zoals de abdijkerk van Cluny. De voorgevel en de zijkapellen zijn gotisch maar toch wordt de kerk gekenmerkt door een grote eenheid van stijl. 
In de kerk wordt de Vierge noire (zwarte Maagd) bewaard, een 13e-eeuws, oorspronkelijk polychroom Mariabeeld (Maria als Sedes sapientiae) gemaakt uit notenhout waaraan het zijn donker aanschijn heeft te danken. Zij werd aanroepen tegen de pest en lokte bedevaarders naar Beaune.
In de kapel Saint-Léger zijn fresco's uit de 16e eeuw en in het koor een 16e-eeuws wandtapijt uit wol en zijde dat het leven van Maria voorstelt, verdeeld over 19 panelen. Er zijn ook fragmenten van glasramen uit de 15e en de 16e eeuw maar de meeste glasramen zijn van latere datum.
Zuidelijk naast de kerk bleven de kapittelzaal, een enkele galerij van het klooster van de kanunniken, de poort van de pastorij en het kanunnikenhuis (13e eeuw) bewaard.

### Afbeeldingen

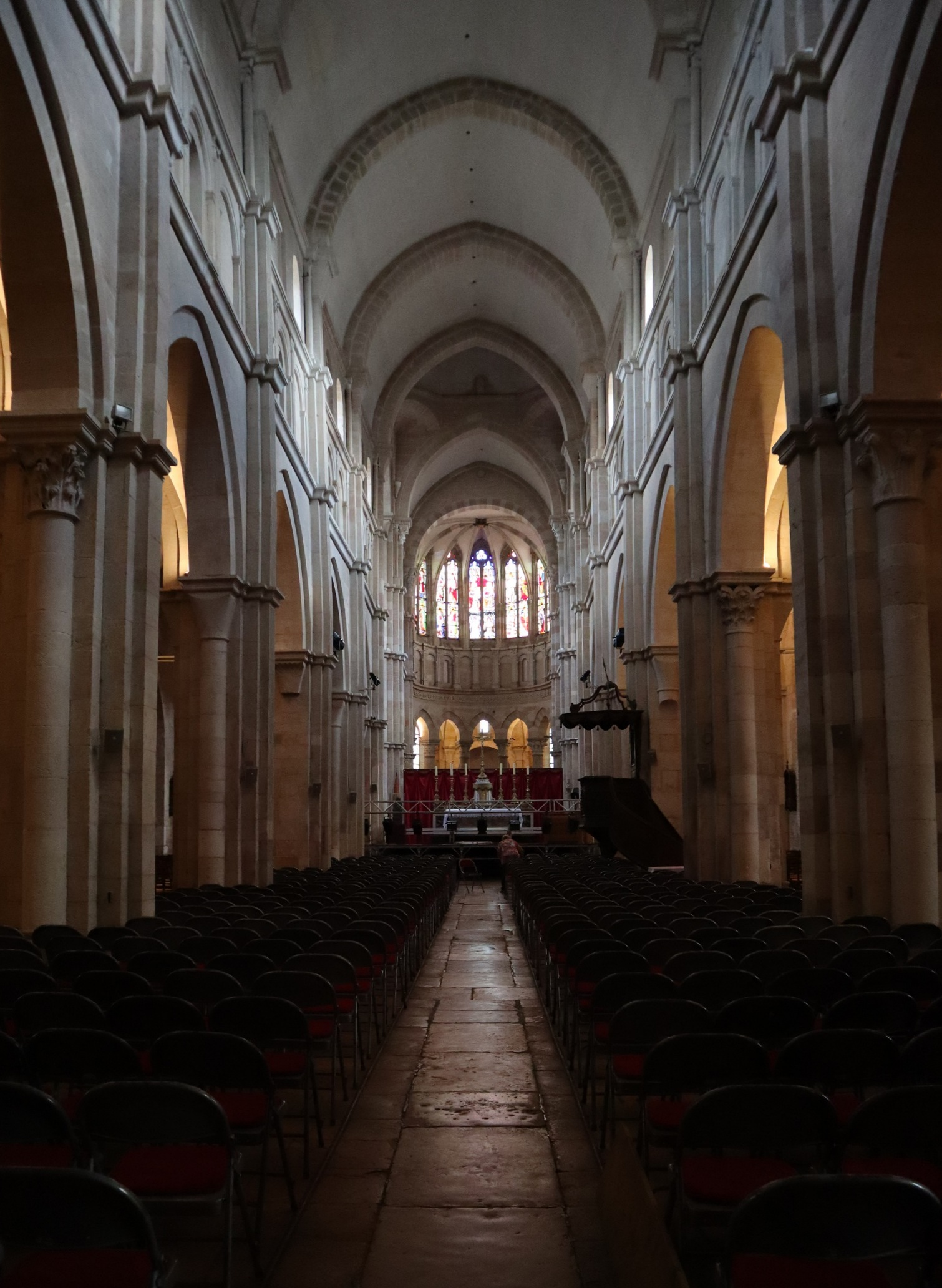
Interieur
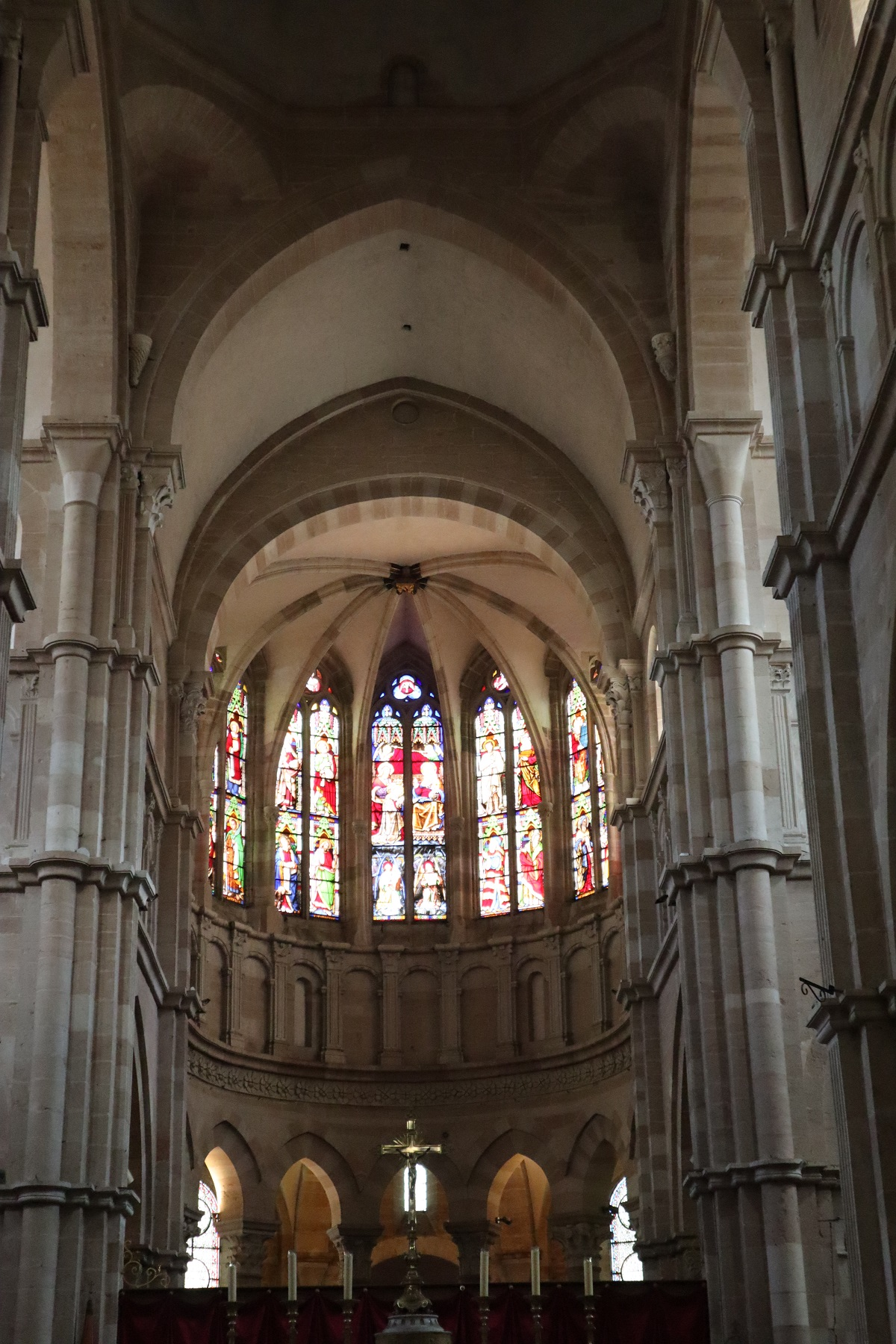
Koor
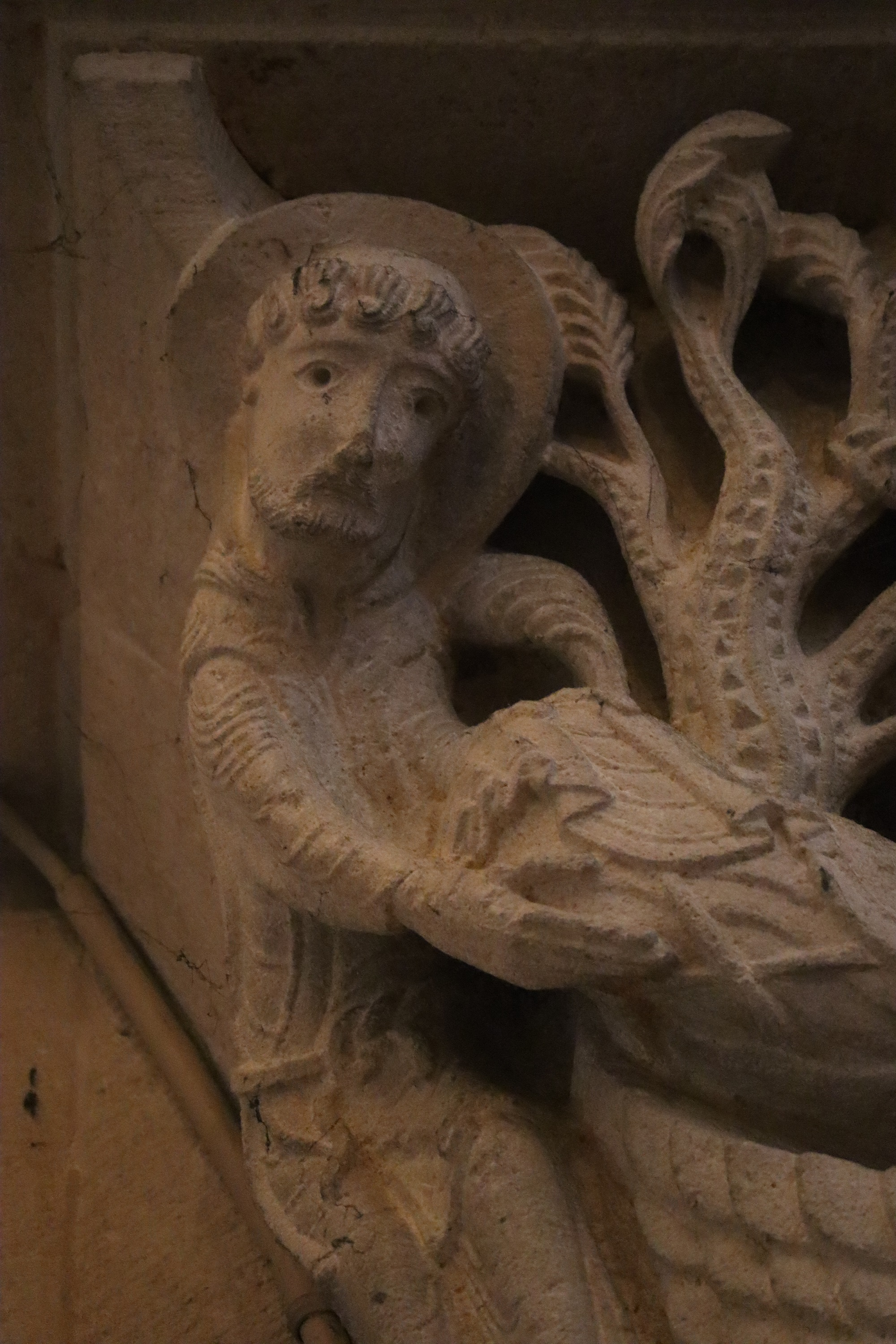
Kapiteel
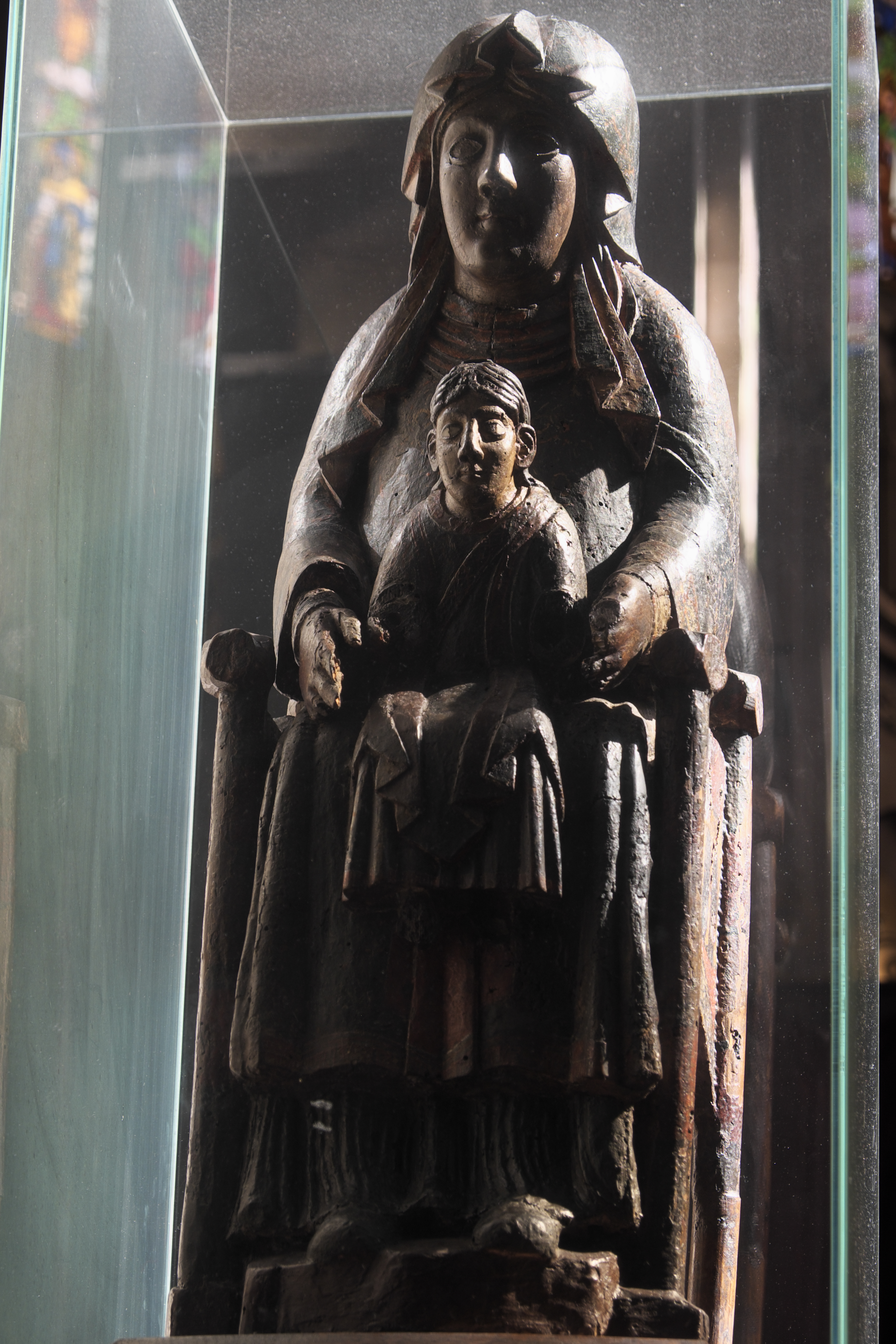
Vierge noire
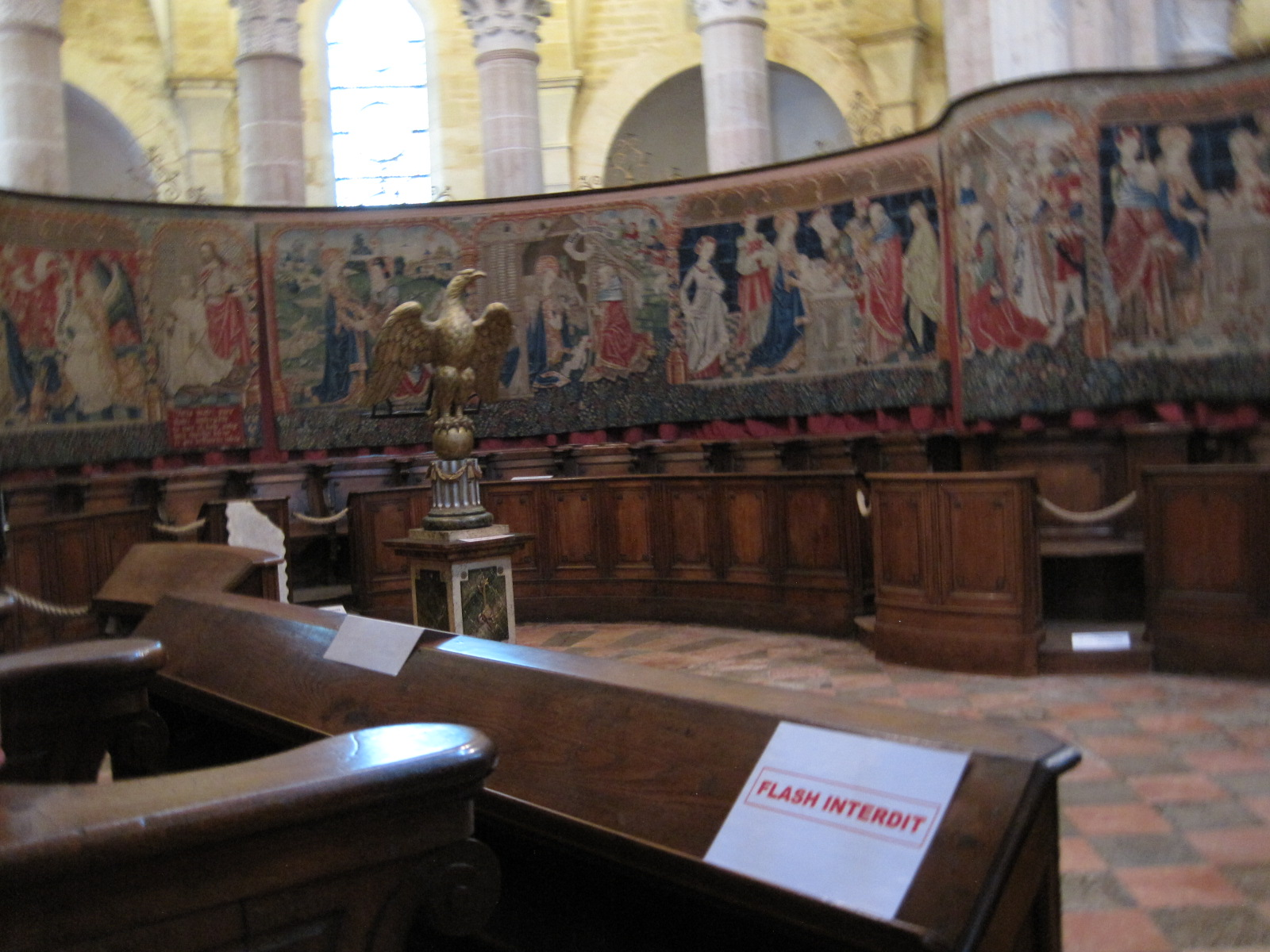
Wandtapijt in het koor
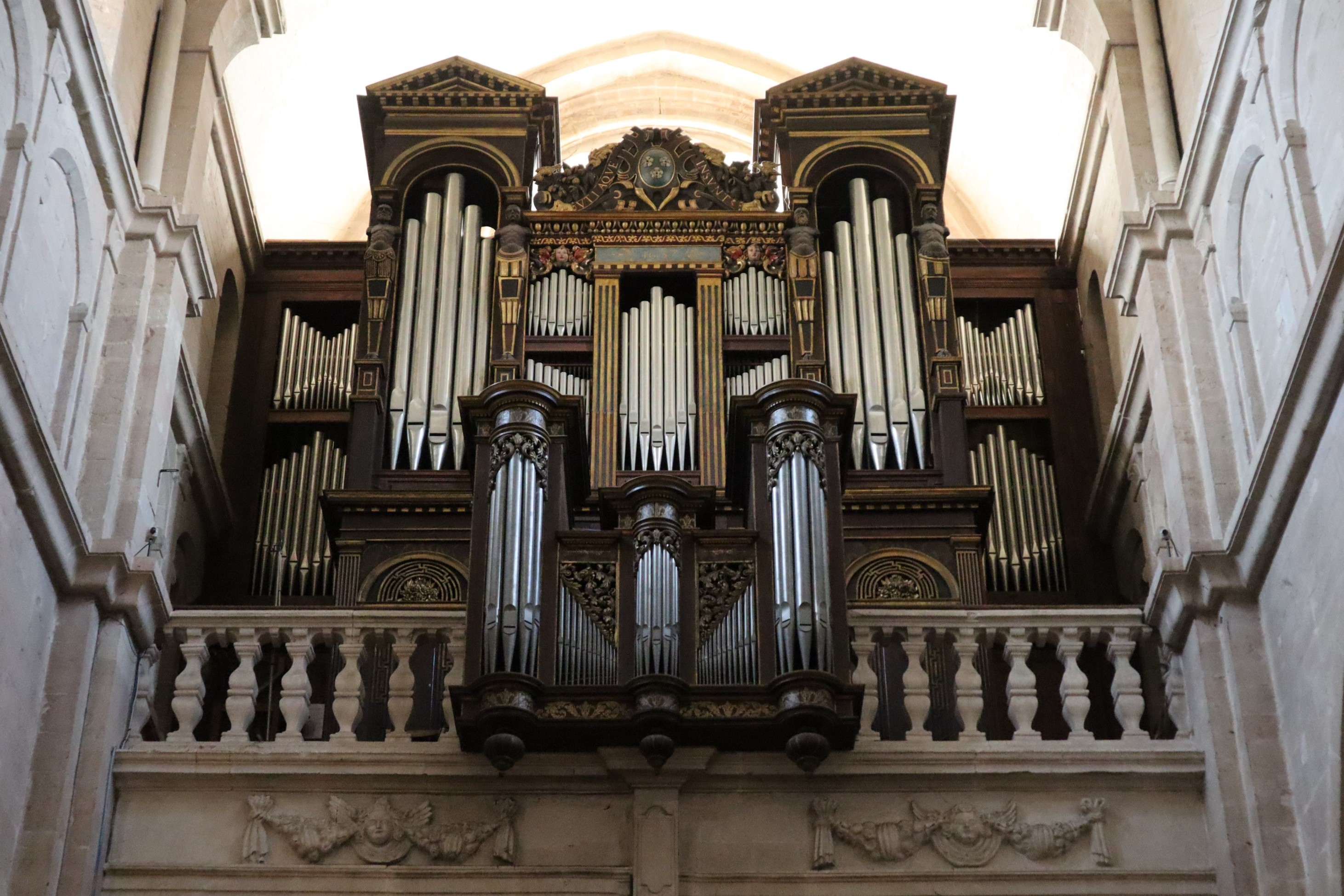
Orgel
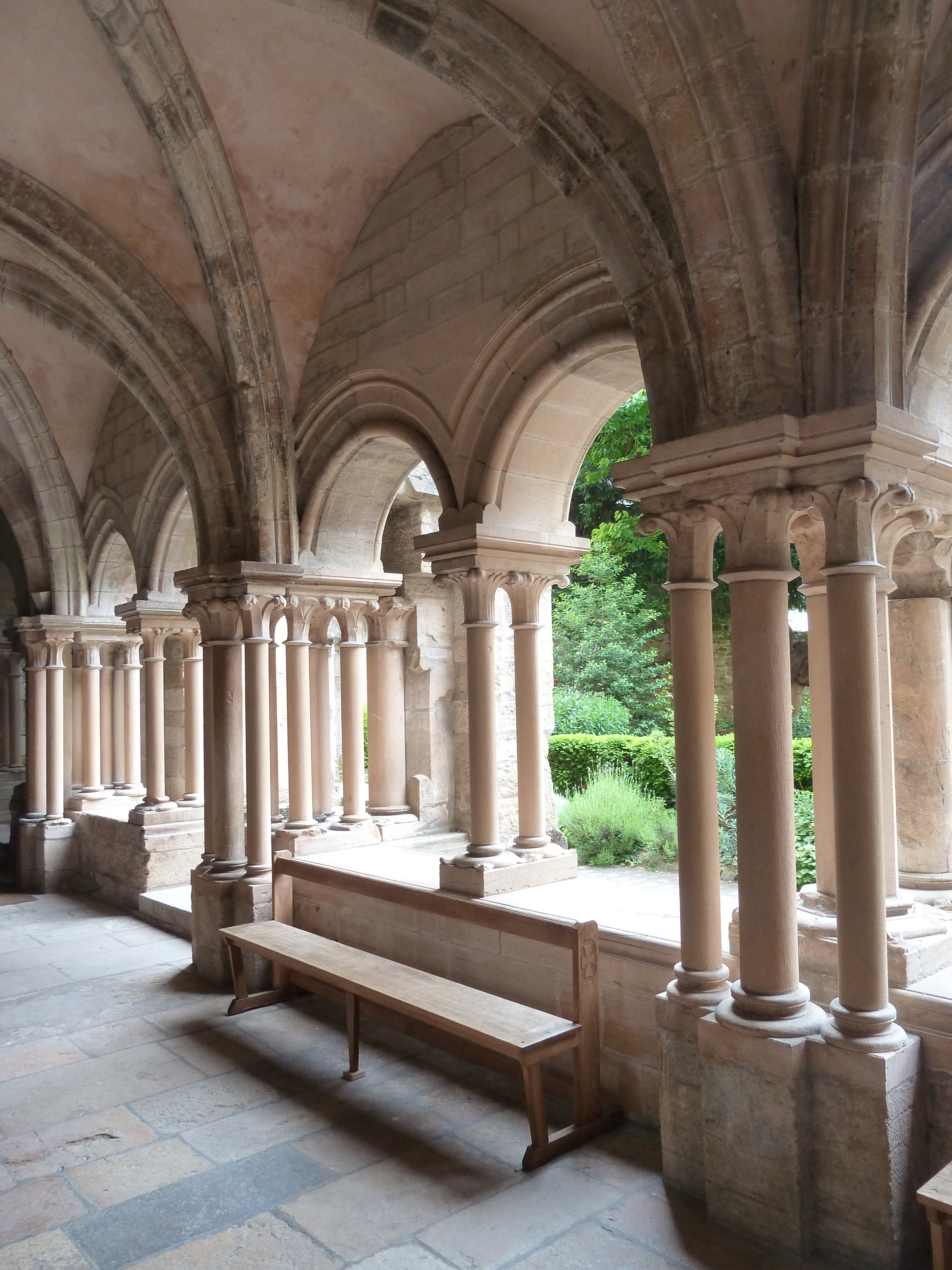
Klooster